# 弗里德里希·威廉·诺伊曼
弗里德里希·威廉·诺伊曼（1889年1月22日 - 1975年1月26日）是第二次世界大战期间的納粹德国德意志國防軍將領，曾担任包括第30軍在內的数个师级和军级指挥官。他曾獲頒騎士鐵十字勳章。